# Субхадра
Субхадра (ория ସୁଭଦ୍ରା, санскр. सुभद्रा, IAST: Subhadrā, «весьма счастливая») — героиня древнеиндийского эпоса «Махабхарата», сестра Кришны и Баларамы, жена Арджуны и мать Абхиманью. В индуизме Субхадра почитается как частичное воплощение Шатарупы.
Субхадра была единственной дочерью Васудевы и Рохини. Она родилась после того, как Кришна освободил Васудеву из тюрьмы Камсы в Матхуре. Один из Пандавов, Арджуна, нарушил обет (вошёл к старшему брату царю Юдхиштхире, когда тот уединился с общей женой Пандавов Драупади), и был вынужден провести двенадцать лет в изгнании. Последние несколько месяцев периода изгнания он провёл в Двараке, в компании Кришны, Баларамы и Субхадры. Кришна и Баларама приходились Арджуне двоюродными братьями, а Субхадра — двоюродной сестрой, так как их отец Васудева был братом матери Арджуны Кунти. Во время пребывания Арджуны в Двараке между ним и Субхадрой начался роман. Когда период изгнания Арджуны приблизился к концу, он предложил Субхадре выйти за него замуж, на что она робко согласилась. Кришна, всегда желавший самого лучшего своему побратиму Арджуне, одобрил их решение. Понимая, что вся семья воспримет с неодобрением перспективу выхода Субхадры замуж за Арджуну, у которого к тому времени уже было три жены, Кришна помогает организовать побег четы из Двараки в Индрапрастху. По совету Кришны, во время побега колесницу вела Субхадра, а не Арджуна. Позднее Кришна использовал этот факт для убеждения семьи в том, что на самом деле это Субхадра похитила Арджуну, а не наоборот. Когда Арджуна после долгой разлуки предстал перед скучавшей по нему старшей женой и царицей Пандавов Драупади, та приревновала его к юной Субхадре и прогнала Арджуну из своих покоев. Гнев Драупади успокоился только тогда, когда Субхадра явилась к ревнивой царице с изъявлением покорности, представила себя сестрой Кришны (а не женой Арджуны) и объявила себя её служанкой.
Вскоре у Субхадры и Арджуны родился сын Абхиманью. Абхиманью получил всестороннее образование, обучаясь под руководством самого Кришны. Когда Панадавы находились в тринадцатилетнем изгнании, Субхадра с Абхиманью жили в Двараке при дворе Васудевы, и Арджуна увидел сына уже юношей, когда Кришна привёз его ко двору Вираты, где Пандавы скрывались в последний год изгнания (отражение эпосом матрилинейного и матрилокального брака, ср. незнакомые с отцами сын Одиссея от Цирцеи Телегон, сын Рустама от Тахмины Сухраб). В царстве матсьев Абхиманью женился на дочери царя Вираты Уттаре. Юный Абхиманью был непобедимым богатырём, превосходившим по мощи самого Арджуну. К великому горю Субхадры юный Абхиманью погибает в неравной схватке с шестью величайшими воителями Кауравов, включая Бхишму и Карну во время Битвы на Курукшетре. Уттара, которая была беременна на момент смерти мужа, рождает сына Парикшита, которому суждено в будущем стать единственным оставшимся в живых представителем династии Куру (то есть как Пандавов, так и Кауравов). Достигнув совершеннолетия, Парикшит становится императором, а Пандавы удаляются в Гималаи. Субхадра же остаётся со своим внуком.
В храме Джаганнатхи в Пури божеству Субхадры поклоняются наряду с божествами Джаганнатхи (Кришны) и Баладевы (Баларамы). Во время ежегодно проводимого фестиваля Ратха-ятры Субхадру везут в одной из трёх гигантских колесниц.
В Индии существует предание, что Субхадра на самом деле была воплощением Радхи. Радха не хотела выходить замуж, она хотела быть только с Кришной. Поэтому она забрала свою душу из тела и оставила в нем только часть себя, тень своего реального существования. Царевич, с которым она была помолвлена, женился на тени! Радха перенесла свою душу в семью Нанды, зная, что там воспитывается Господь Кришна. Она тоже родилась в семье Нанды, и они с Кришной стали братом и сестрой — самыми близкими людьми.